# 도도 다카하루

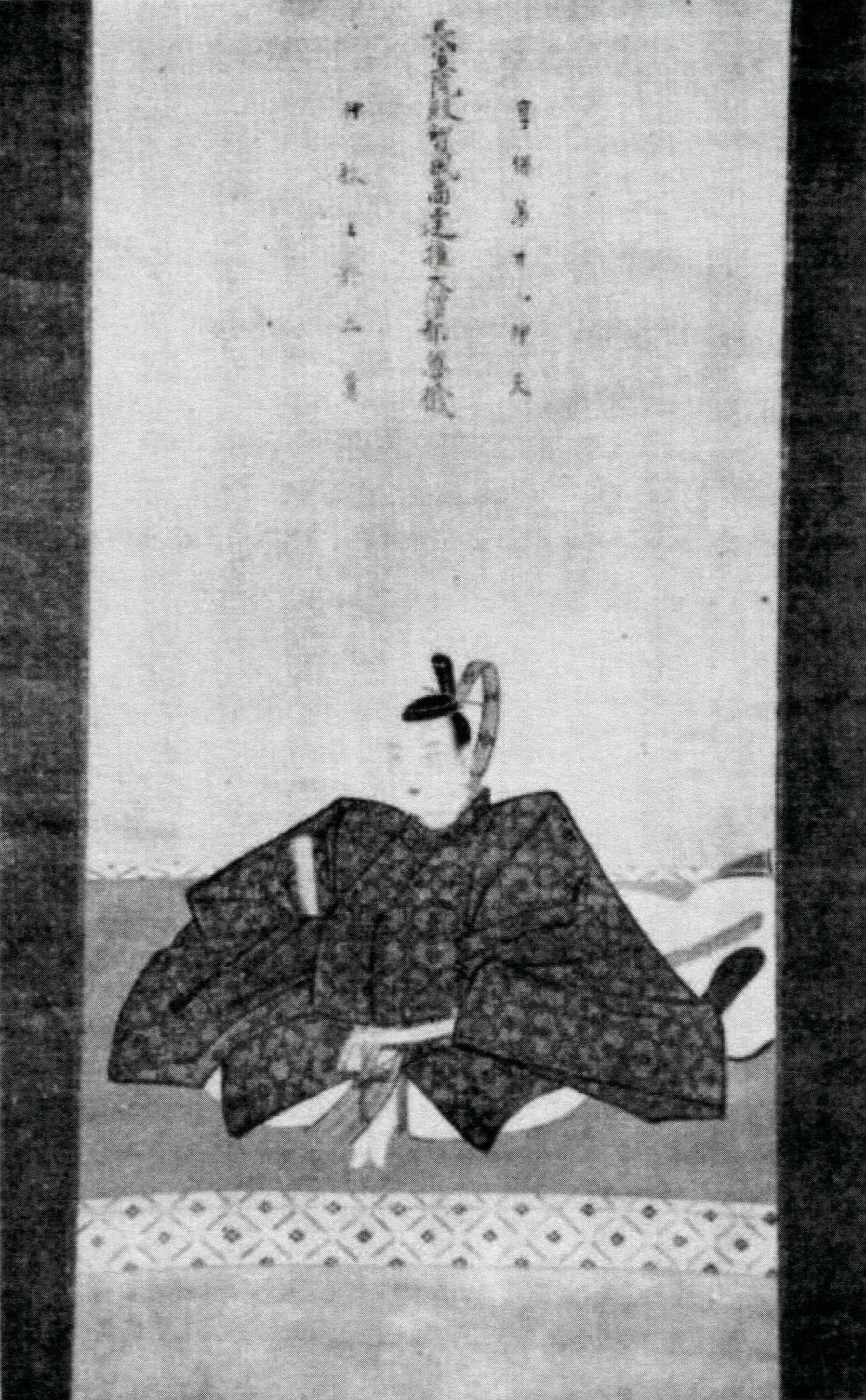
도도 다카하루

도도 다카하루(일본어: 藤堂高治, 호에이 7년 음력 8월 19일(1710년 9월 12일) ~ 교호 20년 음력 8월 2일 (1735년 9월 18일))는 에도 시대 중기의 다이묘이다. 이세 히사이번 제4대 번주, 이세 쓰번 제6대 번주. 친부는 도도 이즈모가(藤堂出雲家) 제3대 당주 도도 다카아키이며 이즈모가 시조이자 증조부는 도도 이즈모노카미 다카키요로서 도도 다카토라의 동생이다.

## 생애
교호 8년(1723년) 9월 13일, 이세 히사이번의 선대 번주인 다카진이 질병 때문에 은거했다. 다카쓰기에는 사자(嗣子)가 없었기 때문에 다카하루가 그 뒤를 이었다.동년 10월 1일, 쇼군 도쿠가와 요시무네를 접견한다. 같은 해 12월 18일 종5위하 다이젠노스케(大膳亮)에게 서임한다.
교호 13년(1728년) 4월, 본가인 이세즈번주 도도 다카토시가 포창(疱瘡, 천연두)으로 사망했다. 같은 해 6월 11일, 다카토시에게도 사자가 없었기 때문에 히사이번주였던 다카하루가 그 양사자가 되어 본가의 가독을 이었다. 히사이번의 가독은 다카하루의 조카로 양사자인 다카토요가 이었다. 동년 7월 1일, 쇼군 도쿠가와 요시무네를 접견한다. 같은 해 12월 21일, 종4위하로 승진한다. 교호 15년 12월 15일(1731년) 시종(侍従)으로 임관한다.
다카하루는 쓰번의 황폐한 농촌 부흥 등에 힘써 한층 더 학문을 장려했다. 교호 20년 8월 2일(1735년 9월 18일), 26세의 나이로 사망했다. 가독은 히사이번주 다카호라가 이었다.
| 전임 도도 다카노부 | 제4대 히사이번 번주 (도도가) 1723년 ~ 1728년 | 후임 도도 다카토요 |

| 전임 도도 다카토시 | 제6대 쓰번 번주 (도도가) 1728년 ~ 1735년 | 후임 도도 다카호라 |